# Lindsey Harding
Lindsey Harding (12 de junho de 1984) é uma basquetebolista profissional estadunidense naturalizada bielorrussa.

## Carreira
Lindsey Harding integrou a Seleção Bielorrussa de Basquetebol Feminino, na Rio 2016, que terminou na nona colocação.